# Ипуть
И́путь (бел. Іпуць) — река в Беларуси и России, левый приток реки Сож (впадает в Гомеле).
Протекает (от истока) по территориям Могилёвской области Беларуси, Смоленской и Брянской областях России, Гомельской области Беларуси.
Река сплавная, в низовьях судоходна. Самый протяжённый участок проходит по Брянской области.

## Этимология
Происхождение названия не определено. По одной из гипотез слово Ипуть, так же как и Ипа, может происходить от финского hyppy — прыжок, прыгать. Данная основа многократно встречается в топонимии Финляндии, Коми, Венгрии (Иппери, Иппе, Иппи, Иппики, Ипель, Ипой и др.).

## Гидрология

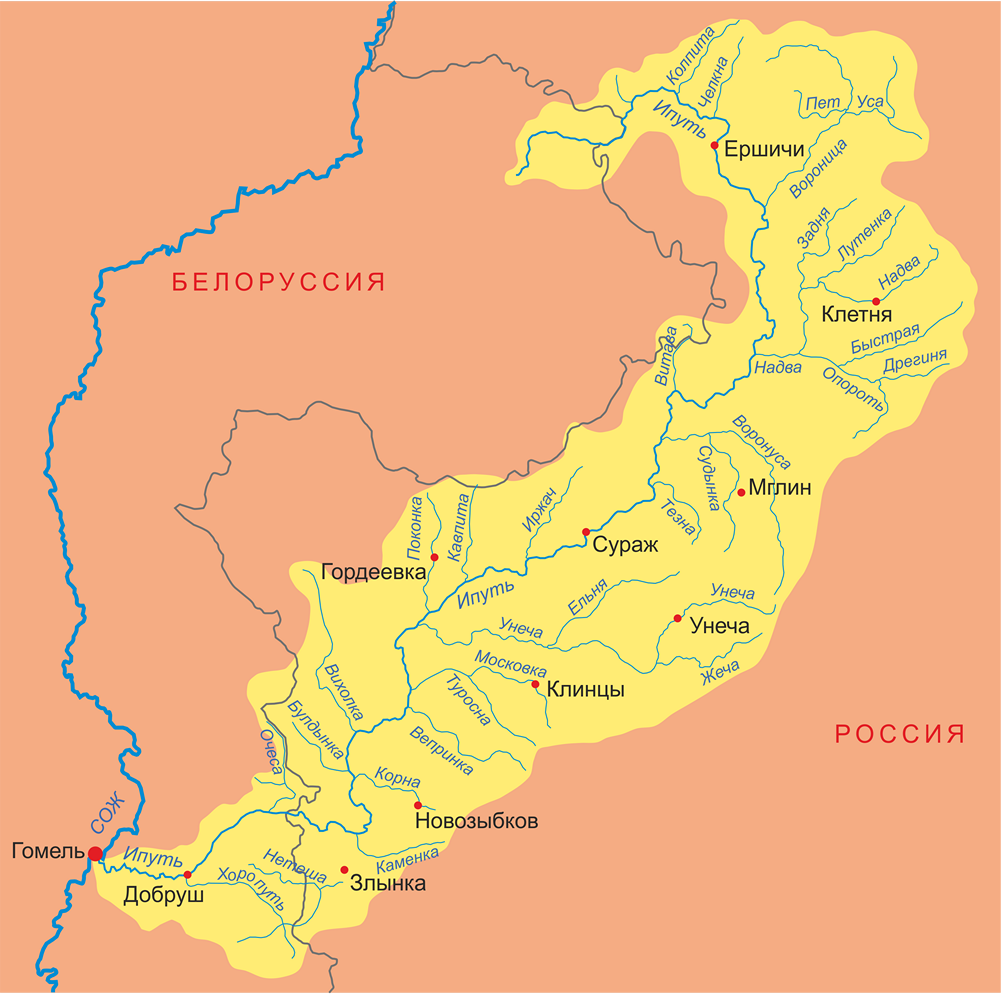
Бассейн Ипути.

Ипуть — наиболее протяжённый и самый полноводный приток реки Сож.
Длина реки — 437 км, площадь водосборного бассейна — 10 900 км². Берега большей частью низменные. Уклон составляет 0,2 м/км. Течение имеет равнинный характер.
Питание главным образом снеговое. Замерзает река в конце ноября, вскрывается в конце марта — начале апреля.
Речная долина трапецеидальная, ширина в истоковой части 1-1,5 км, ниже 2,5-3,5 км, на участке от города Сураж до устья 4-8 км.
Русло реки слабо разветвлённое, местами очень извилистое. Берега крутые и обрывистые. Левый берег в целом более пологий и низкий.
Пойма двусторонняя, местами чередуется по берегам, ширина в верховье от 1,5 до 12 м, на остальном протяжении 20-50 м. В половодье среднее превышение уровня воды над меженным 3-4 м.
На склонах долины развиты первая надпойменная терраса высотой 5-10 метров и вторая терраса высотой 16-22 метра. На участках поверхности поймы и обеих террас имеются торфяные болота.
Бассейн реки расположен на западном склоне Среднерусской возвышенности и в северной части Приднепровской низменности и граничит на востоке и юге с бассейном реки Десна (приток Днепра), на западе — с бассейном реки Беседь. В верховье ландшафт холмистый, на остальном протяжении — изрезанная плоская равнина, 27 % под лесом.
В городах Сураж и Добруш на Ипути возведены гидротехнические сооружения (плотины).
Среднегодовой расход воды:
- В селе Ершичи — 4,7 м³/с;
- У села Новые Бобовичи (109 км от устья) — 83,4 м³/с;
- В устье — 55,6 м³/с.

## Населённые пункты на реке
Крупнейшим населённым пунктом в верховье реки является село Ершичи — центр Ершичского района Смоленской области. В среднем течении Ипути находится город Сураж. Здесь же на притоках реки расположены другие районные центры Брянской области: города Клинцы, Новозыбков, Унеча, Мглин, посёлок городского типа Вышков, посёлок городского типа Клетня и село Гордеевка. В низовьях Ипути на территории Беларуси находятся города Добруш — центр Добрушского района и Гомель — центр Гомельской области.

## Притоки
Левые притоки Ипути многочисленнее и, в целом, длиннее и полноводнее правых. Это объясняется узостью водораздела между Ипутью и Беседью, протекающей западнее в попутном направлении. Наиболее протяжёнными притоками Ипути являются: Унеча — 105 км, Надва — 96 км, Воронуса — 92 км, Вороница — 74 км.
Левые (от истока к устью)
- Могиленя
- Савенка
- Боровица
- Гостинка
- Вязовка
- Колпита (Кольпица)
- Чёлкна
- Будневка
- Боровичка (Ключевая Боровичка)
- Вороница
- Канава Голдобова
- Прыщанка
- Надва
- Болотнянка
- Лукавица
- Воронуса
- Тезна
- Лопазенка
- Излучье
- Козка
- Унеча
- Туросна
- Вепринка
- Синявка[4]
- Корна или Карна
- Деменка
- Каменка
- Злынка
- Хоропуть

Правые (от истока к устью)
- Хатерщина
- Лядешня
- Струг
- Хвошня
- Барановка
- Ломенка (Ломнянка)
- Сварка
- Витава
- Чёрная
- Нивлянка
- Слищанка
- Рамонка
- Выжеребка
- Иржач
- Белица
- Кавпита
- Поконка
- Вихолка
- Булдынка
- Очёса

## Растительность
У кромки воды вдоль низких берегов реки Ипуть растут аир обыкновенный, гречиха земноводная, вахта трёхлистная, рогоз узколистный, осока стройная, частуха обыкновенная. Над водой и в полупогруженном состоянии — кувшинка белая, тростник обыкновенный, кубышка жёлтая, манник, стрелолист обыкновенный. В самой воде растут рдест плавающий, роголистник, телорез сабуровидный, ряска трёхдольная, элодея, уруть колосистая, водяная чума.

## Ихтиофауна
В реке водятся следующие виды рыб: щука, плотва, окунь, лещ, краснопёрка, густера, подуст, сом, налим, уклейка, жерех, язь, голавль, сазан.